# Kępnica
Kępnica (en allemand : Deutsch Kamnitz) est une localité polonaise de la voïvodie d'Opole, du powiat de Nysa et de la gmina de Nysa.
Elle se trouve à environ 8 km au sud-est de Nysa et à 48 km au sud-ouest d'Opole.